# Kedungsoko (Tulungagung)
Kedungsoko is een bestuurslaag in het regentschap Tulungagung van de provincie Oost-Java, Indonesië. Kedungsoko telt 2091 inwoners (volkstelling 2010).